# Granada Television
Granada Television («Гранада Телевижн») — британская телекомпания-подрядчик, вещающая в Северо-западной Англии. Изначально компания охватывала север Англии, а также большую часть Йоркшира, с 1954 до 1968 года, когда телевещание региона делилась на два субрегиона. Вещание началось с 3 мая 1956 года.
Телекомпания известна своими телесериалами, такими как «Улица Коронации», а также совместным советско-британским (а затем — российско-британским) документальным проектом «Рождённые в СССР».
С 2002 года телекомпания известна под названием ITV Granada.

## Каналы
- Granada Plus
- Granada Breeze
- Granada Talk TV (закрыт из-за убытков)
- ITV1 Granada